# Kanton Murat-sur-Vèbre
Kanton Murat-sur-Vèbre is een voormalig kanton van het Franse departement Tarn. Kanton Murat-sur-Vèbre maakte deel uit van het arrondissement Castres en telde 1728 inwoners in 1999. Het werd opgeheven bij decreet van 17 februari 2014 met uitwerking op 22 maart 2015. Alle gemeenten zijn opgenomen in het nieuwe kanton Les Hautes Terres d'Oc.

## Gemeenten
Het kanton Murat-sur-Vèbre omvatte de volgende gemeenten:
- Barre
- Moulin-Mage
- Murat-sur-Vèbre (hoofdplaats)
- Nages